# تايجو ملك غوريو
الملك تايجو (태조) أو وانغ غون (왕건) هو رئيس وزراء مملكة تايبونغ، ومؤسس مملكة غوريو وأول ملوكها. يعتبر الملك تايجو أيضاً موحد ممالك كوريا الثلاث الأخيرة حيث أصبحت شبه جزيرة كوريا تعرف باسم غوريو وهي تحت كيان دولة واحدة.

## حياته

### نشأته
ولد وانغ غون لأسرة غنية غير نبيلة في سنة 877 في مدينة غايسونغ والتي عرفت آنذاك باسم مدينة سونغدو. أصول وانغ غون لم تكن من نبلاء شلا، ويبدو أنها جمعت ثروتها وقوتها العسكرية عن طريق التجارة البحرية التي أنشأتها في هيوغُجِن، فكانت تتاجر مع الصين واليابان. لاحقاً استطاع وانغ غون إسقاط نظام رتبة العظم الطبقي والمستخدم في مملكة شلا لأن أصوله لم تكن من نبلاء شلا.

### تحت حكم غنغ يي
انضم وانغ غون إلى مملكة تايبونغ والتي أسسها غنغ يي أحد أمراء شلا الموحدة في أعقاب ضعف المملكة، وذلك بعد أن وصل غنغ يي بجيوشه إلى منطقة سونغدو في سنة 895، ولجهود وانغ غون في خدمة الملك الجديد عينه غنغ يي جنرالاً عسكرياً في سنة 900، وفي سنة 913 عينه رئيساً لوزراء مملكة تايبونغ. ولكن غنغ يي أساء التعامل مع مؤيديه وخصوصاً بعد أن إدعى أنه بودا مايتريا فقتل في تمرد قاده هونغ يو (홍유)، وباي هيون غيونغ (배현경)، وشِن سُن غيوم (신숭겸)، وبوك جي غيوم (복지겸) وعينوا وانغ غون ملكاً على تايبونغ والذي أعلن إلغاء مملكة تايبونغ وإنشاء مملكة غوريو في الشهر السادس من سنة 918، وفي الشهر الأول من سنة 919 نقل العاصمة إلى سونغدو (غايسونغ).

### توحيد الممالك الثلاث
وضع وانغ غون هدفاً في حياته وهو توحيد ممالك كوريا الثلاث الأخيرة، وأعطى نفسه لقب تشونسو (천수) ويعني "الرجل الذي فوضته السماء"،  وفي سنة 921 عين ابنه الأمير مو ولياً للعهد والأول في الحكم من بعده. اتخذ وانغ غون سياسة صارمة بشأن المقاطعات الشمالية للدولة، فأعاد إنشاء بيونغيانغ في سنة 922 كعاصمة غربية للمملكة وحصناً لاستعادة أراضي مملكة غوغوريو المفقودة، وفي سنة 926 هرب الأمير داي غوانغ هيون آخر ولي عهد لمملكة بالهاي إلى أراضي غوريو وطلب حماية وانغ غون بعد هزيمة دولته وهروب عشرات الآلاف من سكانها، وقد رحب بهم وانغ غون أجمعين.
في سنة 927 وقعت معركة جبل غونغ بين وانغ غون من جهة والملك غيون هوون ملك مملكة بايكتشي الأخيرة من جهة أخرى وقد انتهت بانتصار الملك غيون هوون، لكن قوات وانغ غون استعادت قوتها وفي سنة 930 وقعت معركة غوتشانغ وقد انتهت بانتصار وانغ غون على الملك غيون هوون وسيطرته على أراضي مدينة أندونغ. في الشهر الحادي عشر من سنة 935 جمع الملك غيونغسن آخر ملوك شلا الموحدة، جمع حاشتيه وتوجه إلى عاصمة غوريو وتنازل هناك عن الحكم، وفي السنة التالية تنازل الملك غيون هوون عن الأراضي التابعة له بعد صراع بينه وبين ابنه الملك شن غوم والذي هزمته قوات وانغ غون في الشهر التاسع من تلك السنة، وقد رحب وانغ غون بالملكين السابقين في العاصمة، وبذلك انتهت فترة الممالك الثلاث وأصبحت شبه جزيرة كوريا موحدة.

### بعد التوحيد
في سنة 938 قدم ولي عهد مملكة تامنا إلى العاصمة ليدفع الجزية. كما قام وانغ غون بجعل البوذية ديانة رسمية للدولة، حيث تقوم الدولة بحماية المعابد البوذية، حيث وفقاً لما أوصى به في الوصايا العشر للحكم (هُنيو شبجو، وبالكورية: 훈요십조) فإن دولته نشأت بسبب بودا. كان وانغ غون ينظر إلى الأراضي التي كانت تشكل مملكة بايكتشي الأخيرة بنظرة شك خوفاً من التمرد ولذلك أبقى فيها جنوداً بشكل مستمر، وخصوصاً أنها منطقة زراعية خصبة. في سنة 940 أصدر وانغ غون أمراً بإعطاء العائلات الغنية ألقاباً أسرية ليري الأسر أنه يعاملهم كنبلاء، كما قام بربط كل اسم عشيرة مع اسم المنطقة التي يعيش فيها. في سنة 942 أرسل مبعوث دولة مملكة لياو (الخيتان) مبوعثاً إلى غوريو ليطلب السلام لكن وانغ غون عاقبه بسبب ما فعلوه مع شعب مملكة بالهاي. مات وانغ غون في سنة 943، وحصل على اسم بعد الوفاة الملك تايجو (태조)‏.

## الأسرة

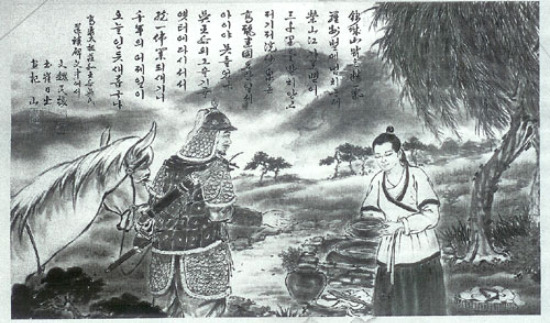
وانغ غون مع زوجته الملكة جانغهوا.

كان لوانغ غون تسعة وعشرون زوجة، حصل ستة منهن على لقب الملكة وحصل بقيتهن على لقب السيدة، وكل هؤلاء الزوجات كن من بنات النبلاء في مملكة شلا. يمكن تقسيم الفترات التي تزوج فيها الملك إلى ثلاث فترات وهي أولاً فترة ما قبل حكمه، وثانياً فترة تأسيس المملكة وأخيراً فترة توحيد الممالك، وقد تزوج وانغ غون خمسة وعشرين زوجة خلال الفترة الثانية. أنجبت زوجات وانغ غون خمساً وعشرين ابناً وتسع بنات، وقد أصبح سبعة أبناء ملوكاً أو رهباناً، وحصل أحد عشر ابناً على لقب ولي العهد، وحصل البقية على لقب الأمير.

### الإشارات
1. 1 2 3  Howard Jisoo Ryu. Page 147.
2. 1 2  Jae-eun Kang. Page 70.
3. 1 2 3 4 5  Jae-eun Kang. Page 72.
4. 1 2  Djun Kil Kim. Page 3.
5. 1 2 3  Jae-eun Kang. Page 79-80.
6. 1 2 3 4 5 6  Lee Injae،Owen Miller،Park Jinhoon،Yi Hyun-Hae. Page 78.
7. ↑  Korea Historical Research Association. Page 71.
8. ↑  Djun Kil Kim. Page 62.
9. 1 2 3  Pae-yong Yi. Page 149~152.
10. 1 2  Jae-eun Kang. Page 78.
11. ↑  Il-yeon. Book 2, Page 128.
12. ↑  Andong Taehakkyo (Korea). Andong Munhwa Yŏnʼguso. Page 30.
13. 1 2  Jae-eun Kang. Page 76.
14. ↑  I-hwa Yi. Page 122.
15. ↑  Djun Kil Kim. Page 63.